# Bahnstrecke Pisco–Ica
| Streckenlänge: | 74 km                |                   |                   |
| Spurweite: | 1435 mm (Normalspur) |                   |                   |
| Zweigleisigkeit: | nein                 |                   |                   |
| |                      |                   |                   |
| \| \| 0 \| Pisco de la Playa \| Pisco de la Playa \| \| \| \| Pisco \| \| \| \| 29 \| Milla 18 \| Milla 18 \| \| \| \| Guadalupe \| \| \| \| 74 \| Ica \| Ica \| \| \| \| \| \| \| Quellen: [1] \| \| \| \| |                      |                   |                   |
| Kopfbahnhof Streckenanfang (Strecke außer Betrieb) | 0                    | Pisco de la Playa | Pisco de la Playa |
| Haltepunkt / Haltestelle (Strecke außer Betrieb) |                      | Pisco             | Pisco             |
| Bahnhof (Strecke außer Betrieb) | 29                   | Milla 18          | Milla 18          |
| Haltepunkt / Haltestelle (Strecke außer Betrieb) |                      | Guadalupe         | Guadalupe         |
| Kopfbahnhof Streckenende (Strecke außer Betrieb) | 74                   | Ica               | Ica               |
| |                      |                   |                   |
| Quellen: |                      |                   |                   |

Die Bahnstrecke Pisco–Ica war ein Inselbetrieb in Peru, der die Hafenstadt Pisco mit der im Hinterland gelegenen Stadt Ica verband.

## Geschichte
Die letztendlich 74 km lange Strecke wurde privat und in Normalspur gebaut. Eröffnet wurde sie in zwei Abschnitten 1868 und 1871.:56 Sie wies weder Brücken noch Tunnel auf.:58  Noch 1871 kaufte der Staat die Anlage und verpachtete sie an einen Betreiber. Die Bahn sollte den Weinbau in der Gegend fördern.:56 Schon vor dem Ausbruch des Salpeterkrieges 1879 befand sich die Bahn in desolatem Zustand, gleichwohl hielt der Staat an dem Pachtmodell fest. Nach dem verlorenen Krieg war Peru zahlungsunfähig. Nach langen Verhandlungen trat die Regierung 1890 alle Staatseisenbahnen – darunter auch die Bahnstrecke Pisco–Ica – an die Gläubiger der Staatsanleihen für 66 Jahre ab, die sich in der Peruvian Corporation organisierten. Zwischen dem Pächter der Strecke und der Peruvian Corporation, wurde das Verhältnis vertraglich geregelt.:58 1940 wurde die Strecke von den Pächtern an die Peruvian Corporation zurückgegeben, 1956 wurde sie stillgelegt.